# Leo Rwabwogo
Leo Rwabwogo (ur. 3 czerwca 1949 w Tororo, zm. 14 stycznia 2009 w Rugongo) – ugandyjski bokser wagi muszej. Dwukrotny medalista olimpijski.
W 1968  na igrzyskach olimpijskich w Meksyku zdobył brązowy medal kategorii muszej. Cztery lata później na igrzyskach olimpijskich w Monachium zdobył srebrny medal.